# 司馬混
司马混（3世纪—311年），西晋宗室，安平献王司马孚曾孙，义阳成王司马望之孙，河间平王司马洪之子。
太康九年（288年）六月，其兄司马威徙封义阳王，以继义阳成王司马望。十二月司马混袭封章武王（治所今河北省大城县）。永嘉五年（311年）四月与东海世子司马毗及宗室四十七王一起被石勒俘虏。咸和六年（331年）六月丙申，封章武王司马混之孙司马珍为章武王。
| 前任： 司馬威 | 晋朝章武王 294年－311年 | 繼任： 司馬滔 |